# Alyssa (album)
Pour les articles homonymes, voir Alyssa.
Albums de Alyssa Milano
Look in My Heart The Best in the World
Alyssa est le titre du deuxième album d'Alyssa Milano sorti le 25 octobre 1989.

## Les chansons
| #   | Titre | Durée |
| --- | --- | ----- |
| 1.  | "I Just Wanna Be Loved" (Joey Carbone, Dennis Belfield)                                                             | 3:25  |
| 2.  | "I Had A Dream" (Joey Carbone, Dennis Belfield)                                                                     | 3:45  |
| 3.  | "Step By Step" (Joey Carbone, Dennis Belfield)                                                                      | 4:57  |
| 4.  | "Can You Feel It" (Joey Carbone, Tom Milano)                                                                        | 4:37  |
| 5.  | "Destiny" (Joey Carbone)                                                                                            | 4:48  |
| 6.  | "Happiness" (Joey Carbone, Tom Milano, Mark Davis)                                                                  | 3:41  |
| 7.  | "Give A Little Kindness"(Joey Carbone, Tom Milano)                                                                  | 3:50  |
| 8.  | "Be My Baby/Tell Me That You Love Me - Medley" (Jeff Barry, Phil Spector, Ellie Greenich /Joey Carbone, Tom Milano) | 4:36  |
| 9.  | "Let My Love Show You" (Tom Milano, Gary Mallaber)                                                                  | 3:39  |
| 10. | "We Need The Children" (Alyssa Milano, Joey Carbone, Tom Milano)                                                    | 5:08  |

## Les singles
| #  | Titre           | B-Side                   | Format | Date            |
| -- | --------------- | ------------------------ | ------ | --------------- |
| 1. | "I Had A Dream" | "Can You Feel It"        | 3" CD  | 21 octobre 1989 |
| 2. | "Happiness"     | "Give A Little Kindness" | 3" CD  | 1989            |